# U.S. Route 92
La Ruta 92 o U.S. Route 92 es una Ruta Federal de sentido este-oeste en la Florida. Recorre alrededor de 300 km (200 mi) desde San Petersburgo en la costa del golfo hasta Daytona Beach en la costa atlántica. La carretera conecta las áreas metropolitanas de la Bahía de Tampa, Lakeland, Orlando, y Daytona Beach, andando paralela a la autopista Interestatal 4. La ruta es una de las originales del sistema, creada en 1926.